# René Vaziri
René Vaziri (* 26. Januar 1986 in Zürich) ist ein Schweizer Schauspieler.

## Leben und Karriere
Zusammen mit seinen Eltern zog Vaziri 1992 nach Deutschland, wo er 2005 sein Abitur ablegte. Zwischen 2005 und 2008 kehrte er in die Schweiz zurück, um dort ein Schauspielstudium an der European Film Actor School aufzunehmen und zu beenden. Seine Ausbildung erweiterte Vaziri, indem er 2008 ein Diplomseminar bei der Hamburger Filmregisseurin Vivian Naefe belegte. Nachdem er einige Auftritte am Theater absolviert hatte, wo er beispielsweise den Ferdinand in Schillers Kabale und Liebe spielte, sowie den Treplev in Tschechows Drama Die Möwe, bekam er 2009 eine kleine Rolle in der Schweizer Filmkomödie Giulias Verschwinden, in der Corinna Harfouch und Bruno Ganz die Hauptrollen spielten. 2010 übertrug die Regisseurin Ayşe Polat Vaziri die Hauptrolle in ihrer Migrantenkomödie Luks Glück, die sich My Big Fat Greek Wedding – Hochzeit auf griechisch zum Vorbild nahm. Der Film kam im Sommer 2012 in die Kinos.
Vaziri, der diverse Sportarten betreibt, spielte bis zu seinem 18. Lebensjahr in der höchsten Junioren-Handball-Liga Deutschlands.
Vaziris derzeitiger Wohnsitz ist Mönchengladbach in Nordrhein-Westfalen.

## Filmografie (Auswahl)
- 2008: Happy Tobikomaki (Kurzfilm)
- 2009: Giulias Verschwinden
- 2010: Luks Glück
- 2012–2013: Morden im Norden (Fernsehserie; 6 Folgen: Der Marzipanmörder, Der letzte Gang, Besuch der alten Dame, Die Nagelprobe, Tod eines Erbsenzählers, Tod unter Palmen)

## Theater
- 2006: Krankheit der Jugend von Ferdinand Bruckner – Regie: Rolf Sarkis … als Freder
- 2006: Kabale und Liebe von Friedrich Schiller – Regie: Rolf Sarkis … als Ferdinand
- 2007: Die Möwe von Anton Tschechow – Regie: Susanne Bentzien … als Treplev
- 2007: Schöne Bescherung von Alan Ayckbourn – Regie: Rolf Sarkis … als Harvey